# Artur Krężel
Artur Krężel – polski chemik, biochemik specjalizujący się w chemii bionieorganicznej, chemii biologicznej i analityce biochemicznej, nauczyciel akademicki, profesor zwyczajny, kierownik Zakładu Chemii Biologicznej Wydziału Biotechnologii Uniwersytetu Wrocławskiego.

## Życiorys
W 2000 ukończył przyspieszone studia w zakresie chemii ogólnej  na Wydziale Chemii Uniwersytetu Wrocławskiego, w czerwcu 2004 obronił z wyróżnieniem pracę doktorską pt. Właściwości kwasowo-zasadowe, koordynacyjne i strukturalne glutationu oraz jego pochodnych (promotor prof. dr hab. Wojciech Bal). Od lipca 2004 do lipca 2007 roku pracował na stanowisku research fellow (postdoc) w University of Texas Medical Branch w Galveston (Teksas, USA) gdzie wraz z prof. Wolfgangiem Maretem prowadził badania nad funkcjami ssaczych metalotionein oraz komórkowej homeostazy cynkowej. W tym samym okresie pełnił rolę konsultanta naukowego w NeuroBioTex (Galveston, Teksas). W październiku 2007 został zatrudniony na stanowisku adiunkta na Wydziale Biotechnologii Uniwersytetu Wrocławskiego. 15 marca 2011  habilitował się na podstawie zbioru prac zatytułowanych Jony metali przejściowych w układach biologicznych: homeostaza oraz zastosowanie w biotechnologii. Rok później został kierownikiem nowo powstałej Pracowni Chemii Biologicznej. 20 października 2016 Prezydent RP nadał mu tytuł profesora w zakresie nauk biologicznych (w wieku 38 lat). Dwa lata później został awansowany na stanowisko profesora zwyczajnego. Od tego samego roku piastuje stanowisko kierownika w Zakładzie Chemii Biologicznej na Wydziale Biotechnologii Uniwersytetu Wrocławskiego.
Zajmuje się rolą jonów cynku w kontroli szeregu procesów komórkowych, ich magazynowaniem, buforowaniem i redystrybucją. Ponadto poszukuje ścieżek interakcji metabolizmu cynku i miedzi. Do ważnych nurtów zainteresowań należy również rozwój metod bioanalitycznych - spektroskopowych (głównie fluorescencyjnych) i MS - przydatnych w badaniach strukturalnych białek oraz detekcji wolnych jonów metal na poziomie komórki oraz ich kompartmentów. Od lat rozwija metody specyficznej i regioselektywnej modyfikacji białek z wykorzystaniem między innymi barwników/sensorów biarsenowych otrzymywanych w jego laboratorium.
W 2010 uzyskał nagrodę magazynu Polityka oraz stypendium MNiSW dla wybitnych młodych naukowców. Został uhonorowany nagrodą Wiktora Kemuli (2011) oraz medalem Bogusławy i Włodzimierza Trzebiatowskich (2023) przez Polskie Towarzystwo Chemiczne. Jest stypendystą Academia Europea, członkiem Komitetu Biotechnologii PAN Jest wielokrotnym laureatem stypendiów i grantów przyznawanych przez Fundację na rzecz Nauki Polskiej, Narodowe Centrum Nauki oraz MNiSW. Od lat jest aktywnym członkiem International Society for Zinc Biology. Jego dorobek publikacyjny obejmuje prawie 150 artykułów opublikowanych w czasopismach naukowych z listy JCR cytowanych blisko 8000 razy.